# Нікольська церква (Вилкове)
Нікольська церква (Свято-Нікольський храм, Храм Святителя Миколи Чудотворця) — храм Древлеправославної церкви України в місті Вилкове Одеської області, розташований на о. Калімбейка. Пам'ятка архітектури місцевого значення. 

## Історія
Нікольська церква є наймолодшою в місті Вилкове. Споруджена на початку ХХ ст. Їі будівництво стало результатом багаторічних зусиль місцевих старовірів, що прагнули мати в населеному пункті ще одну церкву, яка змогла б задовольнити потреби зростаючого населення громади. 
З 1882 року вилківські старообрядці намагаються отримати дозвіл на будівництво нової церкви. Такі клопотання стали можливими завдяки особливому політичному становищу придунайських старообрядців, які користувалися більшою свободою порівняно з одновірцями на основній території Російської імперії. Бажання побудувати новий храм було обумовлено значним зростанням старообрядницького населення Вилкова в останні десятиліття, внаслідок чого стара церква Різдва Пресвятої Богородиці не могла вмістити всіх бажаючих. Крім того,  під час повеней доступ до церкви Різдва Пресвятої Богородиці був ускладнений для жителів Ново-Вилкового, заснованого в 1871 році.
Клопотання старовірів Вилкового були відхилені бессарабською губернською владою у зв'язку з тим, що будівництво планувалося фінансувати з громадської скарбниці, а не лише коштом старообрядців. Хоча останні становили більшість населення (дві третини).
Не дочекавшись дозволу від влади, старообрядці почали будувати церкву самовільно. У 1905 році сенатор Дурново дозволив спорудити в селищі Ново-Вилкове на місці недобудованої церкви молитовний будинок з зовнішнім виглядом церкви. Цього ж року було затверджено офіційний план на зведення Свято-Нікольскої церкви. У 1907 році старообрядці починають будівництво не дерев'яної, а кам'яної церкви. Фундамент для нової церкви закладено протоієреєм Іоанном (Сусловим) у 1907 році, а  активна фаза будівництва припала на 1911-1913 роки. 3 травня 1913 року храм був освячений Одеським єпископом Кирилом (Політовим), який з 1910 року опікувався й Ізмаїльською єпархією. 6 травня 1913 року бессарабський губернський архітектор М. С. Серацинський оглянув будову і визнав її відповідність нормам.
Під час Другої світової війни і в радянські часи храм не закривався. 
Після закриття у 1962 році церкви Різдва Пресвятої Богородиці деякі книги, ікони та інше церковне начиння перенесено до Свято-Нікольської церкви.

## Архітектура та внутрішнє оздоблення
Церква споруджена у вигляді корабля, що символізує одну з найдавніших християнських метафор – храм як Ковчег Божий, який пливе крізь бурхливе житейське море. Такий архітектурний задум, який є традиційним для культових споруд старовірів, надає споруді особливого символічного значення.
Будівля вирізняється вдало підібраним кольорами: поєднання світло- та темко-блакитних відтінків на тлі неба створює ілюзію левітації. Церква розташована на перехресті Старостамбульського та Білгородського гирл і постає наче острівець посеред водної стихії. Вона добре проглядається з боку Дунаю.
Інтер'єр храму оформлений згідно суворих традиційних канонів старовірів. Простір церкви, як і церкви Різдва Пресвятої Богородиці, поділений на чоловічу та жіночу половини. Лави, сидячі місця призначені виключно для хворих та літніх людей. 
Особливу мистецьку цінність представляє іконостас та численні ікони з багатосюжетною композицією, коли на одній іконі представлено кілька біблійних сюжетів. Приклад таких ікон – "Страшний суд", "Створення світу". В оформленні вівтарного іконостасу помітний вплив барокової традиції. Його кольорова палітра переважно золотисто-коричнева, що у світлі свічок надає простору урочистої атмосфери завдяки мерехтінню та грі світлотіней.

## Настоятелі храму
- Іоанн (Суслов)
- Амвросій (Воробйов)
- Максим (Кирсанов)
- Онисим (Лисов), в подальшому – останній єпископ Ізмаїльської єпархії Арсеній[5]
- Євпсихій (Сухов)
- Моісей (Сіпаткін)[6]
- Терентій (Чеботарьов)
- Григорій
- Меркурій (Сосін)[7]
- Михайло (Шокін)
- Михайло (Комендантов)
- Олександр (Делеску)